# アメリカ合衆国連邦裁判所

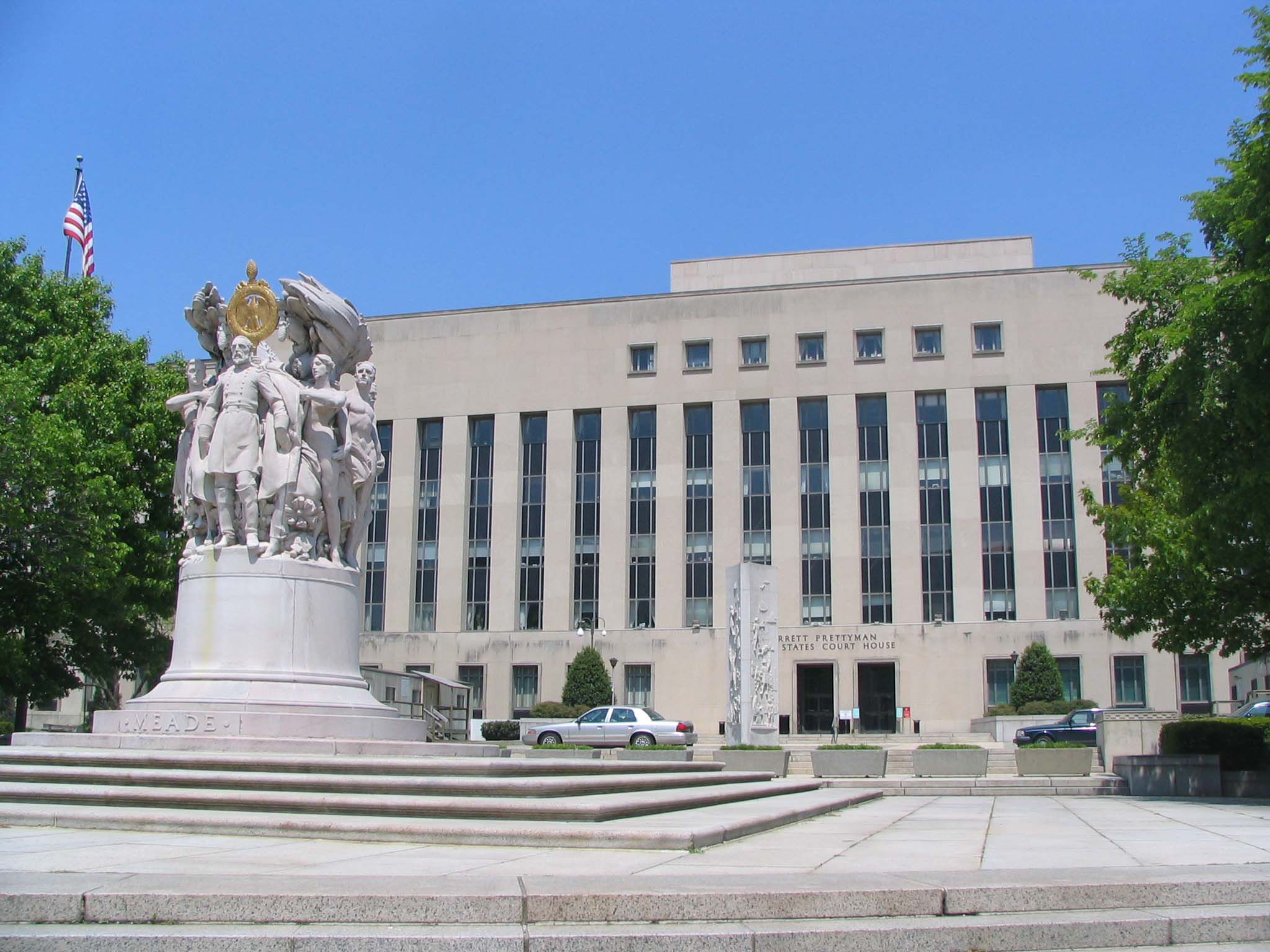
D.C.地区連邦地方裁判所（ワシントンD.C.）。

アメリカ合衆国連邦裁判所（アメリカがっしゅうこくれんぽうさいばんしょ、英: United States federal courts）は、アメリカ合衆国における連邦政府の司法府であり、合衆国憲法と法律の下で組織された裁判所のシステムである。最高裁判所（連邦最高裁）と各種の下級裁判所（控訴裁判所、地方裁判所等）から成る。
各州の設置・運営する州裁判所やコロンビア特別区政府と同様に連邦議会が設置するコロンビア特別区裁判所とは別の機関で、独立した制度を構成している。具体的には、州裁判所は主に州法に関する事件を、連邦裁判所は主に連邦法に関する事件を管轄している（#管轄参照）。

## 役割と司法権の独立

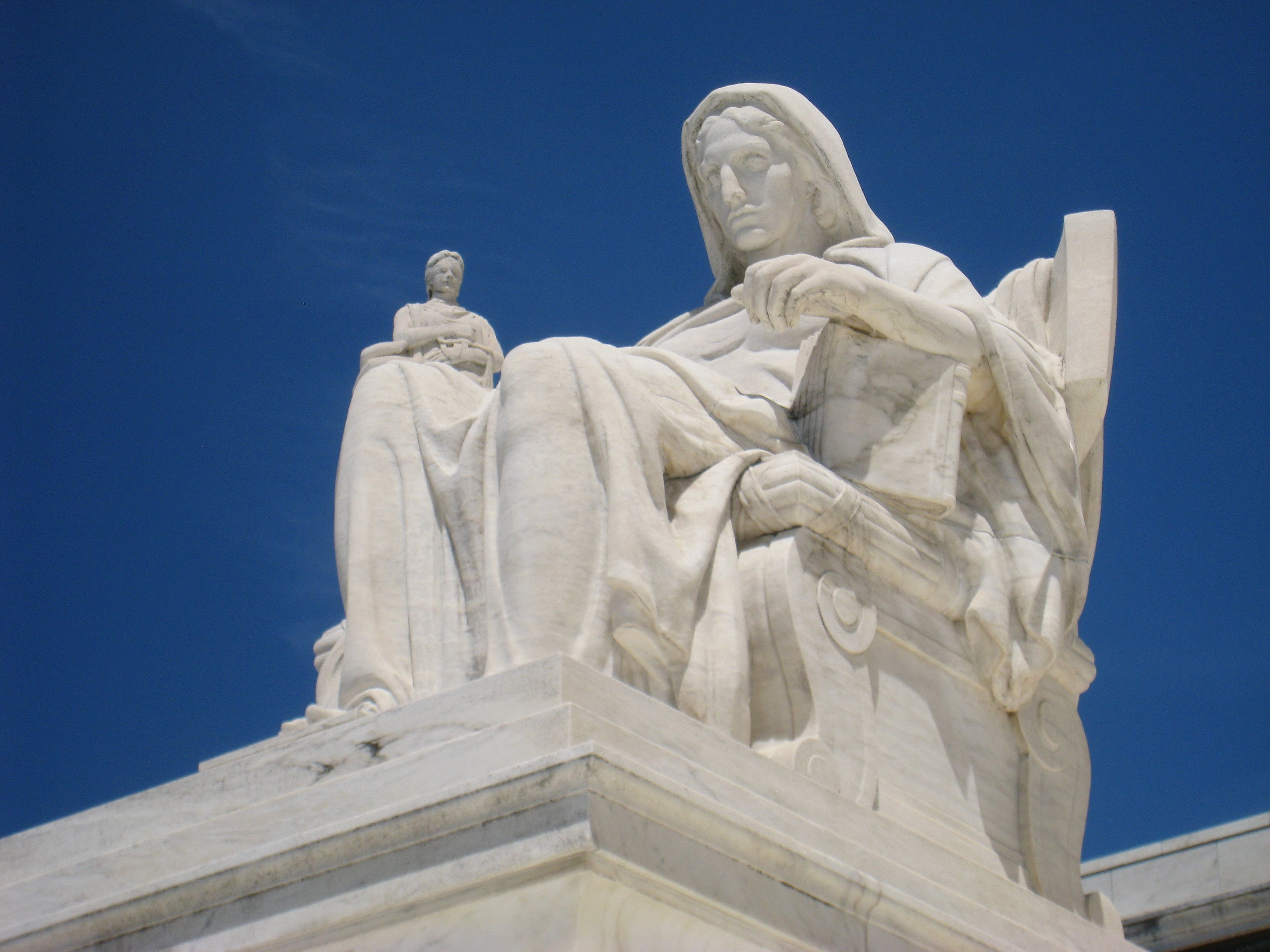
連邦最高裁にある正義の女神像。

連邦最高裁とその下に設置される下級裁判所は、合衆国憲法3条によってアメリカ合衆国の司法権を与えられた組織である。公平かつ公正に事実認定及び法の解釈を行い、法的な紛争を解決することを責務としており、特に合衆国憲法によって与えられた権利と自由を守るという役割を持つことから、「憲法の番人」と呼ばれる。
合衆国憲法は三権分立の制度をとっており、立法権を担う連邦議会、行政権（執行権）を担う大統領、司法府である連邦裁判所がそれぞれ独立性を有するとともに、相互に監視・牽制しあうチェック・アンド・バランスのシステムが成立している。
連邦議会は、(1)憲法3条に基づく下級裁判所を設置し、裁判所の管轄権を規定し、各裁判所の裁判官の定数を定める権限、(2)大統領の指名した連邦裁判官候補者を上院が承認する権限、(3)連邦裁判所の予算の承認権を有する。また、大統領は、連邦裁判官候補者を指名し、上院の承認の下に任命する権限を持つ。そのほか、連邦裁判所は、刑事事件の訴追や民事事件での連邦政府の代表を行う司法省、法廷警備や裁判官の警護を行う連邦保安官、連邦裁判所に建物を提供する連邦調達庁 (General Services Administration) など、各種の行政機関と密接な関係を持っている。
しかし、同時に、司法には市民の自由を守るという使命があることから、裁判の遂行がこれらの政治権力によって歪められないよう、司法権の独立を保障するための憲法の規定が設けられている。第1に、憲法3条に基づいて任命された連邦裁判官は、終身の任期を保障されており、反逆罪、収賄罪その他の重罪・軽罪により連邦議会の弾劾を受け、有罪の裁判を受けた場合以外は罷免されることがない。第2に、憲法3条の裁判官は、在職中、報酬を減額されることはない。

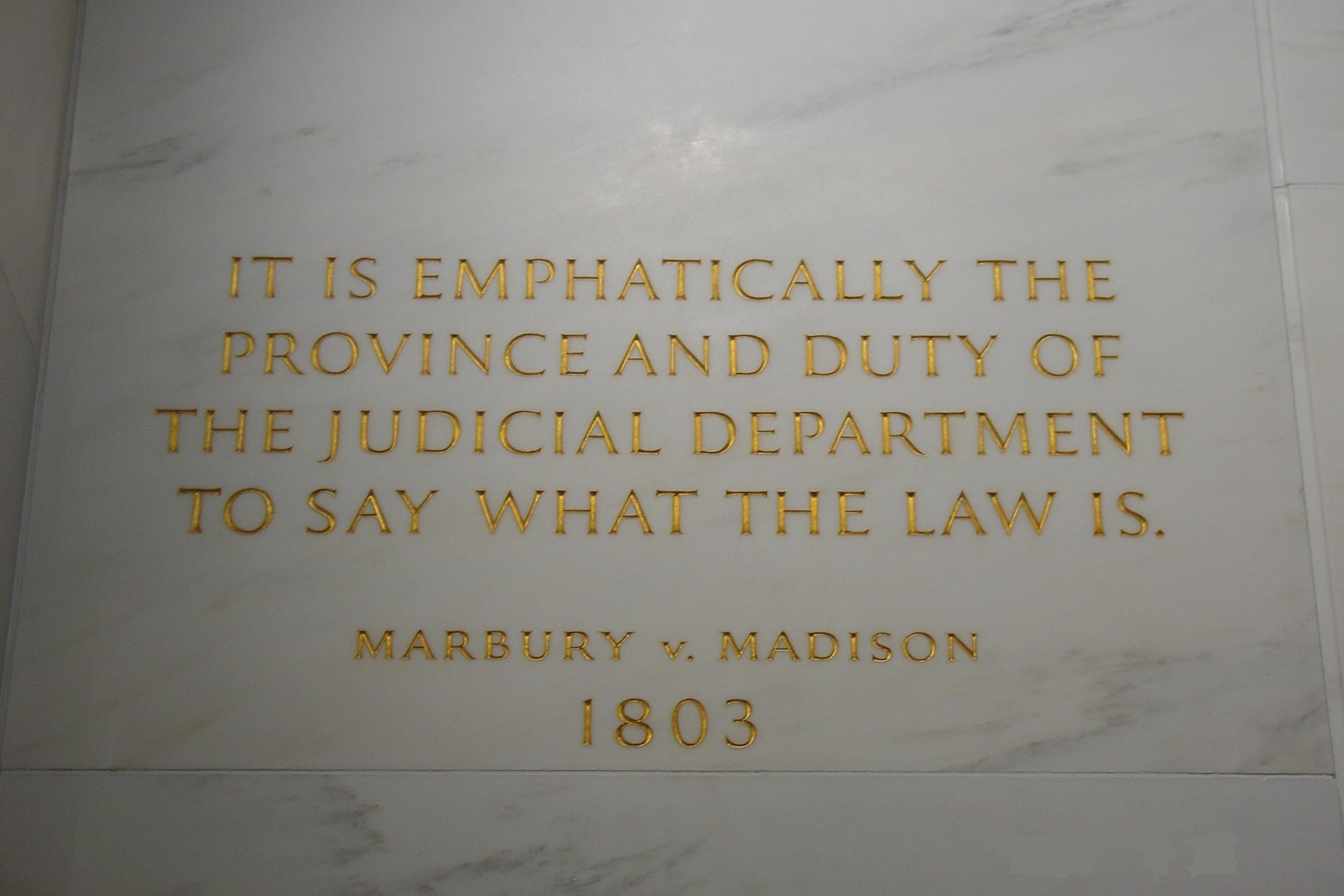
違憲審査権を確立したマーベリー対マディソン事件判決を顕彰して連邦最高裁の壁に刻まれた銘文。

一方、連邦裁判所は、1803年のマーベリー対マディソン事件判決以来確立した違憲審査権の行使を通じて、連邦議会の制定した法律や行政府の行為に対する統制を行っている。
州との関係では、連邦最高裁は州裁判所からの上訴管轄権を有する（後述の裁量上訴）とともに、州法に対しても合衆国憲法に反しないかの違憲審査権を行使し得るとの判例が確立している。また、州法が連邦法と抵触する場合には、連邦法が国の最高法規 (supreme law of the land) であると定める合衆国憲法6条2項によって、州の法律は無効とされる。したがって、連邦裁判所（特に最高裁）は、州政府の立法や行政について、合衆国憲法や連邦法の観点から統制を行う役割を有しているといえる。一方で、ほとんどすべての事件について一般的な事物管轄を有する州裁判所と異なり、連邦裁判所の事物管轄権は一部の事件に限られており（後述）、また、契約法、不法行為法など、州法の規律する広い領域については、連邦裁判所は州法に従うべきものとされている（後述のエリー原則）。

## 沿革

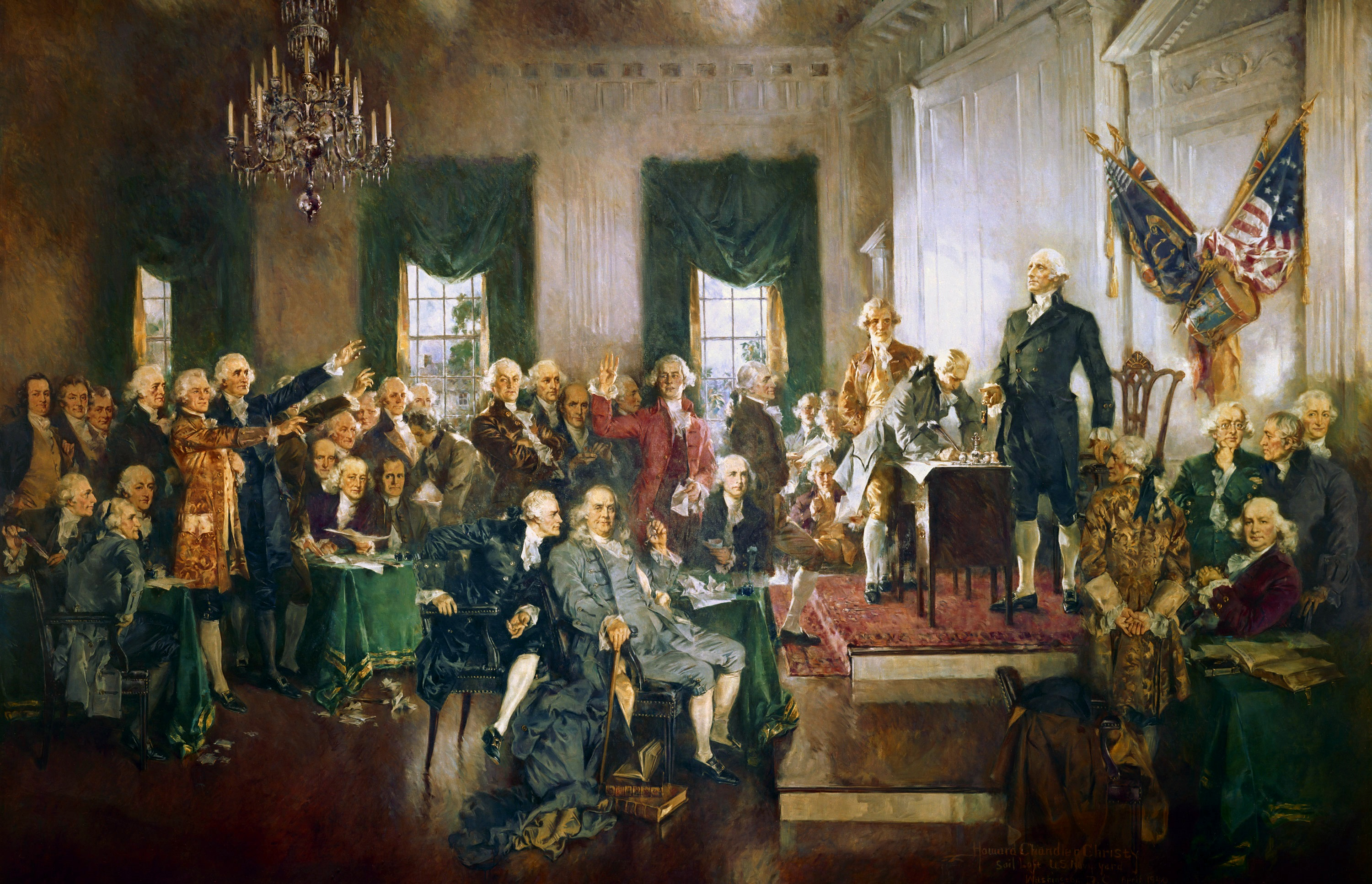
合衆国憲法の署名（1787年）。

アメリカ独立後、連合規約（1781年発効）の時代には、アメリカ連合は、捕獲審検所を設けることができるほか、邦間の境界争いについてアドホックに裁判機関を設けることができたが、常設の通常裁判所は持たなかった。
1788年に発効した合衆国憲法では、合衆国の司法権は、一つの最高裁判所及び連邦議会が設置する下級裁判所に帰属することが定められた（合衆国憲法3条1節）。しかし、合衆国憲法制定の過程では、一審の裁判は州裁判所で行うべきであって憲法で連邦下級裁判所を設けることは州の裁判権に対する無用の干渉であるという意見が多数を占めた結果、憲法には連邦下級裁判所を設立することが「できる」との規定を置くにとどまり、実際にこれを設立するか、設立するとすればどのような構造のものかは、未解決の問題として残されていた。また、憲法で認められた連邦裁判所の管轄権のうちどの範囲まで法律で与えるかも、未解決であった。

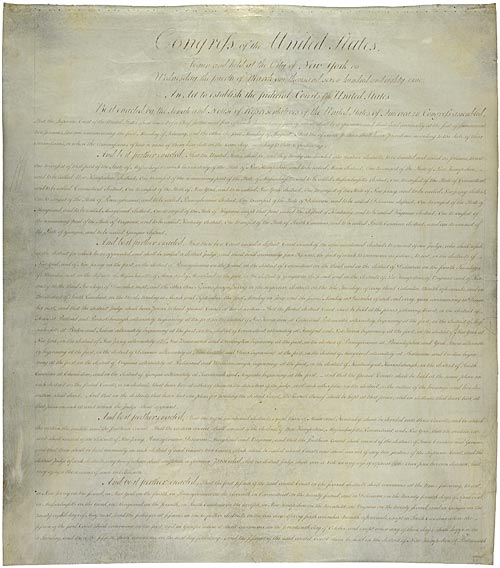
1789年裁判所法（1頁目）。

この問題を決着すべく連邦議会が制定したのが、1789年の裁判所法 (Judiciary Act) であった。同法は、最高裁判所を1名の長官（首席判事）と5名の陪席判事によって構成されることとし、同時に、下級裁判所として地方裁判所 (District Court) と巡回裁判所 (Circuit Court) を設置した。地方裁判所は一審裁判所であり、当時の11州を13の地区 (district) に分け、各地区に一つずつ置かれた。各地方裁判所に、1名の地方裁判所判事 (district judge) が置かれた。巡回裁判所は、合衆国を三つの巡回区 (circuit) に分けて各巡回区に一つずつ置かれるもので、地方裁判所からの上訴事件を扱うほか一定の事件について一審管轄権を有していた。巡回裁判所には専属の裁判官がおらず、最高裁の6名の裁判官が2名ずつ3巡回区に分かれ、最高裁の開廷期外に馬車や馬で各地を巡回して現地の地裁判事とともに3名で裁判を行った。このように下級裁判所を相当数設置することにしながらも、これらの下級裁判所には、憲法で許容されていたはずの連邦問題事件の管轄権は与えられず、地方裁判所は主に海事事件を、巡回裁判所は主に州籍相違事件を一審として取り扱った。
1801年裁判所法で六つの巡回区ができ（これと同時に、いったんは巡回区判事 (circuit judge) の職が新設され最高裁裁判官は巡回の任から解放されたが、この点は1802年裁判所法ですぐに元通りに戻された）、その後合衆国の領土が拡大するにつれ、巡回区の数及びそこを巡回するための最高裁裁判官の数も増加した。1869年、連邦裁判所に係属する事件数の急増に応じて、連邦議会は当時あった九つの巡回区に巡回区判事の職を新設し、巡回区判事、最高裁裁判官又は地方裁判所判事、あるいはその組み合わせにより巡回区の裁判を行うことができるようにした。1891年に巡回控訴裁判所（circuit court of appeals、現在の控訴裁判所）が設けられると、上訴管轄権は巡回控訴裁判所に移管されるとともに巡回区判事も同裁判所に割り当てられ、巡回裁判所は地方裁判所と並ぶ一審裁判所としてしばらく存続した後、1911年に廃止された。
一方、1891年に新設されて上訴管轄権を引き継いだ巡回控訴裁判所は、連邦最高裁の上訴事件処理の負担を減らすために設けられたものであり、当時九つの巡回区に一つずつ置かれた。1925年裁判所法及びそれに続く立法で、巡回控訴裁判所の上訴管轄権は拡大し、連邦の行政委員会の判断に対する上訴も取り扱うようになった。1929年には第10巡回区が設けられ、1948年に巡回控訴裁判所は現在の控訴裁判所へと名前を変えた。さらに1980年には第11巡回区が設けられ、1982年には連邦巡回区控訴裁判所が設けられた。

## 管轄
連邦政府は合衆国憲法に定められた権限のみを行使し得る政府であることから、連邦裁判所が事物管轄 (subject matter jurisdiction) を有する事件、すなわち連邦裁判所が取り扱うことのできる事件の種類も、合衆国憲法（3条2節1項）に定められたものに限られる。
合衆国憲法3条2節1項には、連邦裁判所の取り扱うことのできる事件として次のものが限定列挙されている。
- 合衆国憲法、連邦法及び合衆国の条約の下に発生するすべての事件（連邦問題）
- 大使その他の外交使節及び領事に関するすべての事件
- 海事事件
- 合衆国が当事者である争訟
- 州の間の争訟
- 州と他州の市民との間の争訟
ただし、一州の市民が原告となり、他州を被告とする訴訟は、憲法修正11条により連邦裁判所の管轄から外されている。
- 異なる州の市民の間の争訟、及び州（又はその市民）と外国（又はその市民・臣民）との間の争訟（州籍相違）
- 異なる諸州の付与に基づく土地の権利を主張する一州の市民間の争訟

### 専属管轄
このうち、連邦裁判所に専属管轄 (exclusive jurisdiction) がある、すなわち連邦裁判所のみで取り扱うことができ、州裁判所に管轄がないものは、主に次のような事件である。
- 海事事件[13]
- 憲法上の連邦問題事件のうち
  - 倒産事件[14]
  - 特許権、種苗法、著作権、半導体集積回路の回路配置利用権、意匠権、商標権、不正競争に関する訴訟[15]
  - 連邦法違反の刑事事件[16]
- 合衆国が被告となる不法行為法上の訴訟[17]
- 外交使節又は領事を被告とする訴訟[18]

### 競合管轄
上記の専属管轄事件を除くと、連邦裁判所の管轄する事件はすべて州裁判所にも管轄がある（競合管轄、concurrent jurisdiction）。現在、連邦裁判所の事件の多くを占めるのが、連邦問題事件と州籍相違事件である。

#### 連邦問題管轄
合衆国憲法は、同憲法、連邦法及び条約の下に発生するすべての事件、すなわち連邦問題 (federal question) を含む事件について連邦裁判所の管轄を認めている。その一部は前述のとおり専属管轄が認められているが、その他の連邦問題事件については、連邦裁判所に州裁判所との競合管轄が与えられている。すなわち、法律 (28 U.S.C. §1331) では、「合衆国の憲法、連邦法又は条約の下に発生するすべての民事訴訟」について連邦地裁に一審管轄権が認められている。
§1331にいう「下に発生する」とは、原告の請求自体に連邦法上の根拠があることが必要であり、被告からの抗弁に連邦法上の根拠があっても、同条に基づく管轄は与えられないと解釈されている（十分に陳述された訴状の法理）。

#### 州籍相違管轄
合衆国憲法及は、(1)異なる州の市民の間の争訟、及び(2)州の市民と、外国又はその市民・臣民との間の争訟、すなわち州籍相違事件 (diversity of citizenship case) に連邦裁判所の管轄を認めている。これを受けて、法律 (28 U.S.C. §1332) では、次の四つの場合であって、訴額（係争価額）が7万5000ドルを超える民事訴訟について、連邦地裁の一審管轄権を認めている。
1. 異なる州の市民間の訴訟
2. 州の市民と、外国の市民又は臣民との訴訟
3. 異なる州の市民間の訴訟で、外国の市民又は臣民もまた当事者となっているもの
4. 外国が原告で、一つ又は複数の州の市民が当事者となった訴訟

ここにいう市民籍 (citizenship) とは、自然人の場合はその本居 (domicile) をいうとされ、会社の場合は設立州と主たる事業地の双方に市民籍が認められる。州籍相違管轄は、他州の市民に対して州裁判所が不公平な扱いをするおそれがあることから設けられたと考えられている。

### 州裁判所の管轄権との関係
連邦裁判所とは別に、50州も、それぞれ裁判所のシステムを有している。連邦裁判所と同様、一審裁判所 (trial court)、中間上訴裁判所 (intermediate appellate court)、最上級裁判所という構造をとっているところが多い。
連邦裁判所が限られた事物管轄しか持たないのに対し、州裁判所は一般的な事物管轄を有する。契約や不法行為に関する訴訟、離婚や子の養育に関する訴訟、遺言や相続の事件、不動産に関する事件、少年事件、大半の刑事事件（州法違反）、交通違反など、大半の事件は州裁判所のみに管轄がある。
そして、前述のとおり、連邦裁判所が事物管轄権を有する事件であっても、それが専属管轄である事件はごく一部であり、大半の事件については州裁判所にも競合的に管轄権がある。したがって、原告は、連邦問題事件や州籍相違事件について、連邦裁判所と州裁判所のいずれかを選択して提訴することができる。
原告が連邦裁判所に民事訴訟を提起した場合に、連邦裁判所は、連邦の事物管轄がないと判断したときは、事件を却下 (dismissal) する。
一方、原告が州裁判所に民事訴訟を提起した場合であって、連邦地方裁判所に一審管轄権があるときは、被告は、当該州裁判所の所在地を管轄する連邦地裁に事件を移管 (removal) することを選択することができる。

## 組織

### 最高裁判所

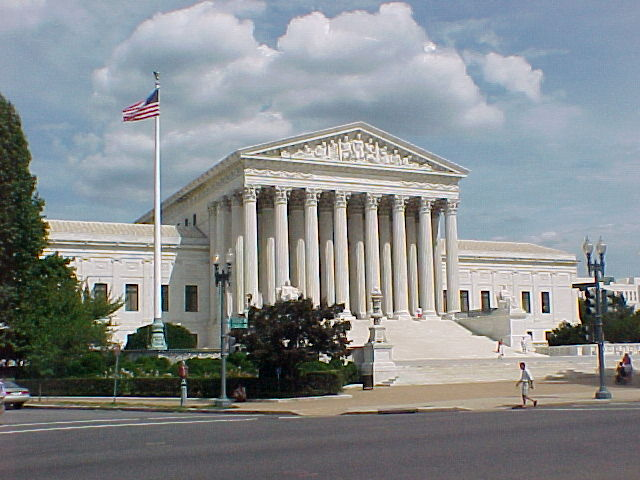
連邦最高裁（ワシントンD.C.、連邦議会議事堂の東にある）。

合衆国最高裁判所（連邦最高裁、Supreme Court of the United States）は、連邦裁判所における最上級裁判所であり、主に連邦控訴裁判所及び州裁判所からの裁量上訴（サーシオレイライ、certiorari）を取り扱う。
連邦最高裁の裁判官は、長官（首席判事、Chief Justice）と8名の陪席判事 (associate justice) の合計9名から成り、定足数は6名である。
控訴裁判所の判断について、当事者は、裁量上訴の申立て (petition for writ of certiorari) をすることができるが、それが許可された場合に限り、事件が連邦最高裁の審理の対象となる。州（又はワシントンD.C.）の最上級裁判所の裁判に対しては、(1)条約又は連邦法の有効性が問題になっている場合、(2)連邦法の有効性が合衆国憲法、条約若しくは連邦法との抵触を理由に問題になっている場合、又は(3)合衆国憲法、条約若しくは連邦法等の下における権利、特権、免責が主張されている場合であって、裁量上訴が許可されたときに限り、事件が連邦最高裁の審理の対象となる。裁量上訴の許可には、少なくとも4名の最高裁裁判官の合意が必要であり、控訴裁判所レベルで判例が分かれている場合や、重要な憲法上・連邦法上の問題を含む場合に限って許可されるのが通例である。例年、口頭弁論を伴う裁量上訴が許可されるのは約100件であり、そのうち正式な判決理由が書かれるのは80件ないし90件である。これに加え、口頭弁論を伴わない簡略な手続で決定がされる事件が50件ないし60件ある（#統計の項も参照）。従来は連邦最高裁への権利上訴 (appeal) の制度もあったが、1988年にごく例外的な場合を除き廃止された。
また、連邦最高裁が（上訴管轄権ではなく）一審管轄権を有する場合として、(1)州間の訴訟については専属的な一審管轄権を、(2)外国の外交使節又は領事が当事者である訴訟、合衆国と州との間の訴訟、州が原告で他州の市民又は外国人が被告の訴訟については競合的な一審管轄権を有する。
連邦最高裁の判例は連邦下級裁判所と（連邦法に関する限り）州裁判所の双方を拘束する力を持っている。また、前述のとおり、連邦最高裁は連邦法及び州法の双方について、合衆国憲法に違反しないかを判断することができる違憲審査権を有することが判例上確立している。
公式判例集はUnited States Reports（判例引用の際の略号はU.S.）であり、連邦最高裁の判例を編纂した民間の判例集としては、ウェストロー社のSupreme Court Reporter (S. Ct.)、レクシス社のUnited States Supreme Court Reports, Lawyer's Edition (L. Ed.) が利用されている。

### 下級裁判所
最高裁判所の下に、連邦議会の権限によって、下級裁判所が設置される。
通常の事件を取り扱う一審裁判所が地方裁判所であり、地方裁判所からの上訴（控訴）事件を取り扱うのが控訴裁判所である。そのほか、特別な事件を取り扱う裁判所として、倒産裁判所、国際通商裁判所、連邦請求裁判所がある。
各裁判所には首席裁判官 (chief judge) が置かれる。首席裁判官は、事件の審理を担当するとともに、裁判所の運営についての行政的責任を負う。通常、その裁判所で最も長く勤務している裁判官が首席裁判官となり、最大7年間務める。裁判所の運営の監督、効率性の向上、一般社会への説明責任などの面で統率をとる役割がある。重要な問題については、首席裁判官のリーダーシップの下、裁判所の全裁判官によって決定が行われる。

#### 控訴裁判所
合衆国控訴裁判所 (United States Court of Appeals) は、地方裁判所からの上訴事件を取り扱う連邦裁判所である。前述のとおり、1891年に巡回控訴裁判所 (Circuit Court of Appeals) として設立され、1948年に現在の名称に変更されたことから、現在でもサーキット・コート (Circuit Court) と呼ばれることがある。

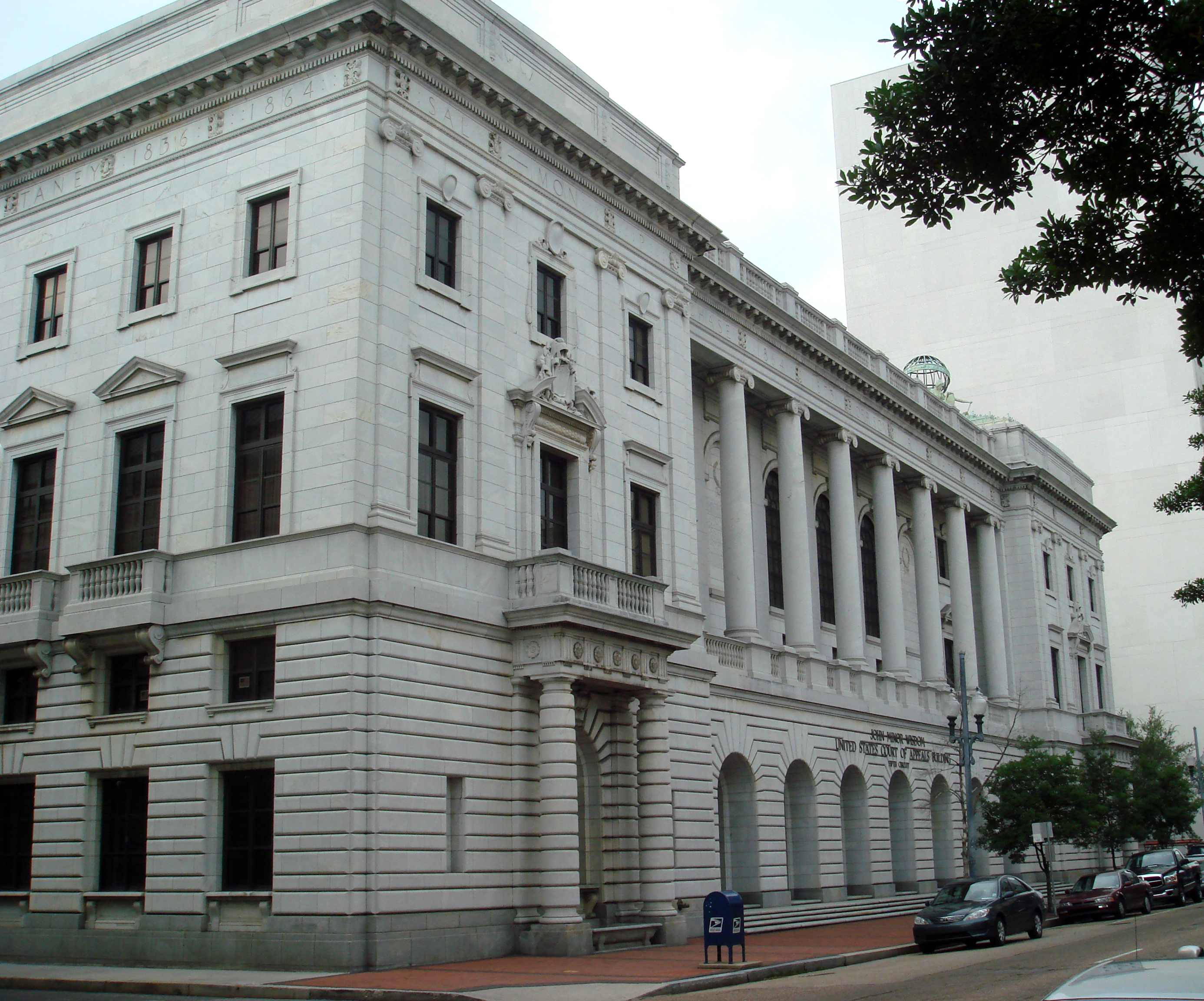
第5巡回区控訴裁判所（ニューオーリンズ）。

後述のとおり、アメリカ全土が第1巡回区から第11巡回区まで及びD.C.巡回区の全12巡回区 (circuit) に分かれているほか、全国を管轄区域として特別の事件を扱う連邦巡回区 (federal circuit) が設けられている。そして、各巡回区に一つずつ控訴裁判所が設置されている。
各巡回区ごとに大統領から任命される巡回区判事 (circuit judge) が職務を行うが、連邦最高裁判事が巡回区の裁判官 (circuit justice) としての職務を割り当てられる場合もある。通常、3人の合議体で裁判を行うが、極めて重要な事件の場合は、3人の合議体の判断を再審査するために、その巡回区の裁判官全員による大法廷 (en banc)で 審理が行われることがある。
地方裁判所のした裁判に対しては、控訴裁判所への上訴権があり、原則として連邦巡回区以外の控訴裁判所がそれらの上訴事件を管轄する（ただし、例外的に連邦最高裁への直接上訴 (direct appeal) が認められる場合がある）。一方、連邦巡回区控訴裁判所は、(1)特許権に関する事件や合衆国政府に対する訴訟についての地方裁判所からの上訴、(2)連邦請求裁判所や国際通商裁判所からの上訴、(3)一定の行政委員会からの上訴を管轄する。
控訴裁判所は法律審であるから、新たな証拠を取り調べることはせず、一審の事実認定を前提に判断を行い、更なる事実認定が必要な場合は地方裁判所又は行政委員会に差し戻す。
控訴裁判所の判例は、公式判例集Federal Reporterに登載される（現在第1集 (F.) から、第2集 (F.2d)、第3集 (F.3d) まで発刊されている）。

#### 地方裁判所
合衆国地方裁判所（United States District Court）は、連邦裁判所における主たる一審裁判所 (trial court) である。

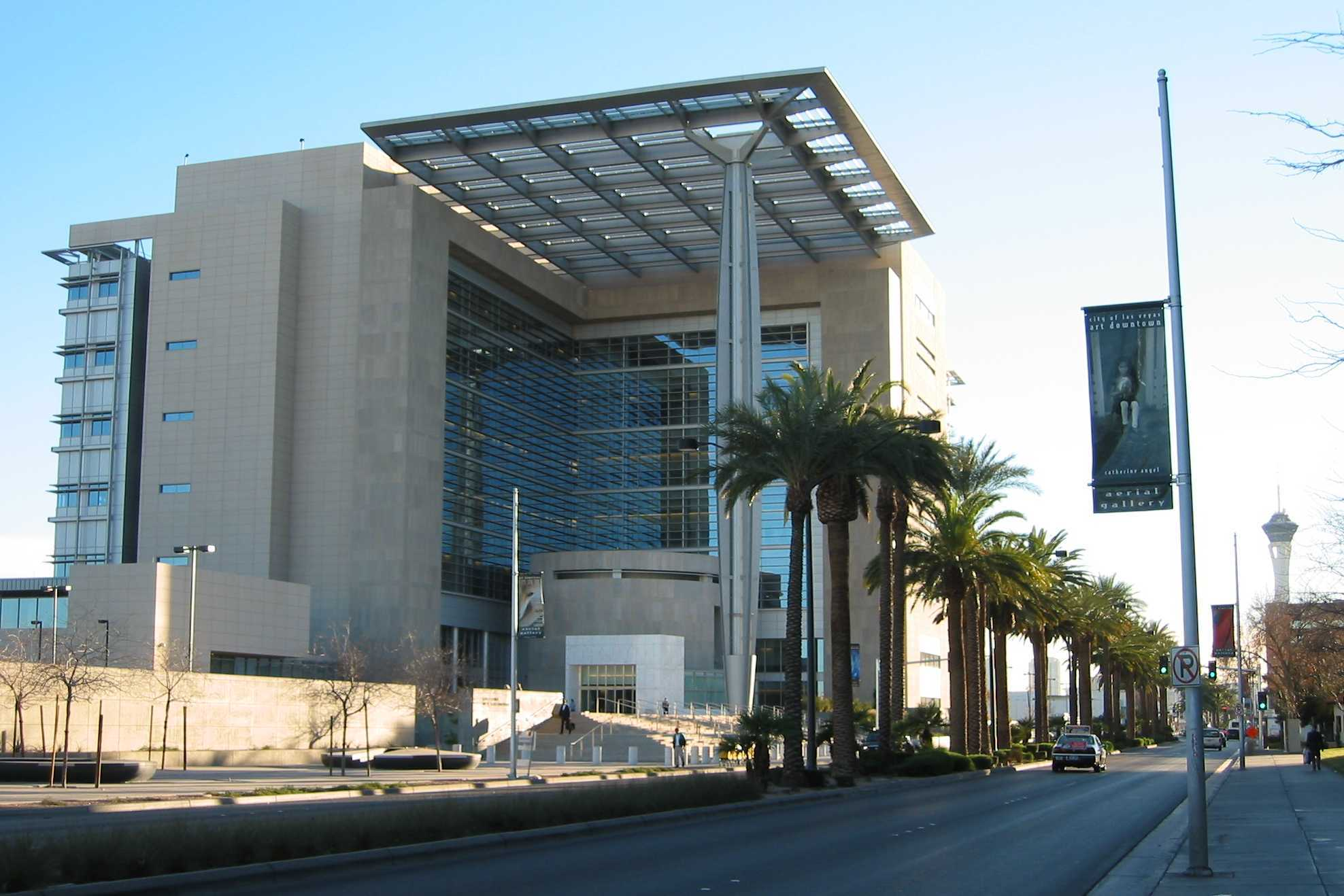
ラスベガスにあるネバダ州地区連邦地方裁判所。

地方裁判所は、地区 (judicial district) という地理的単位ごとに設置されている。アメリカの50州は、1州で1地区を構成する州と、複数の地区に分かれている州があり、全部で89の地区に分かれている。ワシントンD.C.及びプエルトリコは、それぞれ一つの地区を構成する。合衆国地方裁判所と類似の組織として、海外領土に置かれているグアム地方裁判所、バージン諸島地方裁判所、合衆国北マリアナ諸島地方裁判所があり（海外領土裁判所；en）、これらを併せると全米で94の地方裁判所がある。ただし、最後の三つの裁判所は合衆国憲法1条に基づいて連邦議会が設置するもので、憲法3条に基づいて設置される合衆国地方裁判所とは異なる組織である。
各地区ごとに大統領から任命される地方裁判所判事 (district judge) が、職務を行う。一審の手続は1人の裁判官によって行われ、事実審理（対審）はその裁判官又は陪審によって行われる。
地方裁判所の判例は、公式判例集Federal Supplementに登載される（現在第1集 (F.Supp.)、第2集 (F.Supp.2d)、第3集 (F.Supp.3d) まで発刊されている）。

#### 倒産裁判所
各地方裁判所に、その一部門として倒産裁判所（破産裁判所とも。bankruptcy court）が置かれる。これは、倒産事件を取り扱う倒産裁判所判事（後述の#憲法1条裁判官）で構成される裁判所である。
連邦倒産法の下で発生するすべての事件は、地方裁判所に一審の専属管轄（ただし一定の民事訴訟手続については一審の競合管轄）が与えられるが、地方裁判所が、所属の倒産裁判所判事に倒産事件及び手続を委託 (refer) することが認められており、実際、どの地方裁判所でも、すべての倒産事件及び手続を倒産裁判所判事に委託する旨の規程を置いている。もっとも、最終的な判断権は憲法3条裁判官である地裁判事にあるというのが建前であるから、地方裁判所は理由を示して倒産裁判所判事への事件又は手続の委託を撤回する権限が与えられている。

#### 国際通商裁判所
国際通商裁判所（国際貿易裁判所とも。Court of International Trade）は、国際貿易及び関税問題に関する事件を取り扱う特別の一審裁判所である。合衆国憲法3条に基づいて設立されている裁判所である。9人の裁判官で構成され、裁判官は上院の助言と同意の下、大統領から任命される。所在地はニューヨークである。
1926年に設立された合衆国関税裁判所 (United States Custome Court) が1980年関税裁判所法によって改組されたものである。国際貿易に関する法律の下で発生した合衆国又はその職員・機関に対する訴訟は同裁判所が専属的に管轄する。

#### 連邦請求裁判所

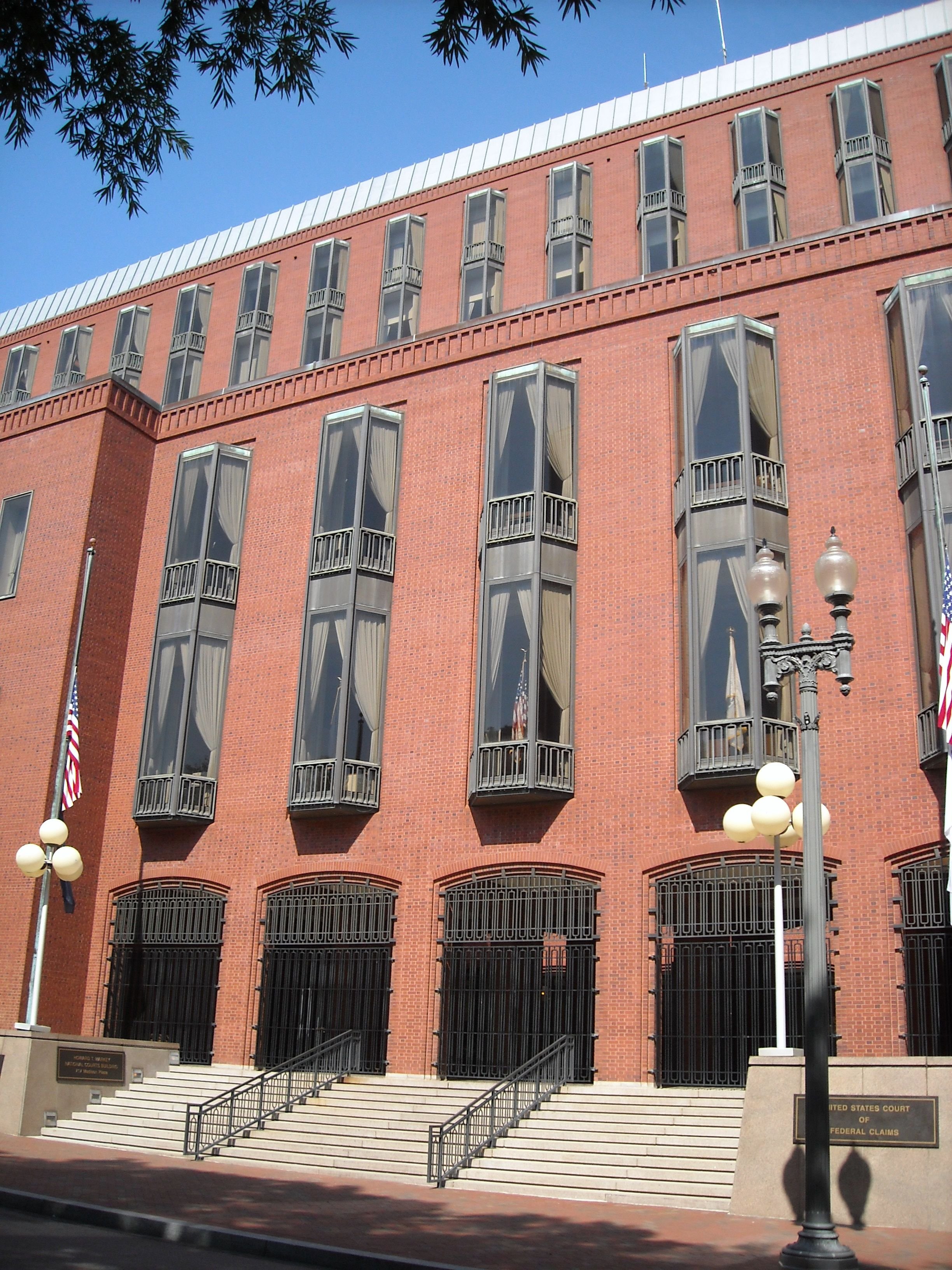
連邦請求裁判所（ワシントンD.C.）。

合衆国連邦請求裁判所（United States Court of Federal Claims) は、連邦政府に対する、合衆国憲法や連邦法、行政規則に基づく請求、契約に基づく請求、不法行為以外の損害賠償の請求などを取り扱う特別の一審裁判所である。合衆国憲法1条に基づいて設立される裁判所である。16人の裁判官で構成され、裁判官は上院の助言と同意の下、大統領から15年の任期で任命される。主たる事務所の所在地はワシントンD.C.である。
設立は1982年。係属事件数は2200件超で、税金の払戻し訴訟が事件の約4分の1、連邦政府の契約に関する訴訟が3分の1超を占めるほか、最近では環境や天然資源の問題に関する事件が約10%に達している。そのほか、知的財産権、インディアン部族関係の訴訟も取り扱っている。

### 司法府に属しない裁判機関
その他、連邦政府には以下のような裁判機関があるが、これらはいずれも司法府に属する組織ではなく、合衆国司法会議の方針にも拘束されない。
合衆国租税裁判所
合衆国租税裁判所 (United States Tax Court) は、内国歳入庁長官による納付税額不足との判断が争われる事件等を管轄する。大統領から任命された19人の裁判官で構成される。所在地はワシントンD.C.であるが、審理は各地で実施することができる
合衆国退役軍人請求控訴裁判所
合衆国退役軍人請求控訴裁判所 (United States Court of Appeals for Veterans Claims) は、退役軍人省内の退役軍人上訴委員会による判断に対する上訴を取り扱う裁判所である。軍役に起因する障害に対する手当、遺族給付金、その他教育費の支払や負債の免除等の恩典などに関し、上訴委員会で退役軍人に不利益な判断が出された場合に、上訴審として審理を行う。ワシントンD.C.に所在する。
合衆国軍事控訴裁判所
軍法会議における有罪判決については、陸軍・海軍・空軍・沿岸警備隊の各刑事控訴裁判所が審理を行うが、これら四つの裁判所からの上訴を管轄するのが合衆国軍事控訴裁判所 (United States Court of Appeals for the Armed Forces) である。ワシントンD.C.に所在する。

### 関連組織
合衆国司法会議 (Judicial Conference of the United States) は、1922年に設立された、連邦裁判所全体の政策を決定する機関である。各控訴裁判所の首席裁判官、各巡回区ごとに1名の地方裁判所判事、国際通商裁判所の首席裁判官の合計26名で構成され、連邦最高裁長官が主宰して毎年開催される。司法会議の下に、分野ごとに裁判官などから成る委員会が設けられており、予算、訴訟規則、司法行政及び事件運営、刑事法、倒産、人事、オートメーション及びテクノロジー、行為規範などといった問題を取り扱う。司法会議は、次のような任務を担っている。
- 司法部としての予算要求を承認すること（予算要求の原案は事務局及び司法会議予算委員会が作成する）
- 司法手続やその事務量に影響し得る立法に対し、提案あるいは検討を行い、意見を述べること
- 規則、ガイドライン、方針などを策定することによって、法律を実施すること
- 人事、会計・財務、オートメーション及びテクノロジー、統計、司法行政的支援などについて事務局を指揮・監督すること
- 連邦裁判所の一般的な訴訟規則を作成・修正すること（ただし最高裁と連邦議会による正式の承認を要する）
- 裁判所の手続の統一化や、事務処理の迅速化を図ること
- 行為規範、職業倫理及び懲戒の問題について権限を行使すること
- 連邦議会に対し、裁判官の増員を勧告すること
- 執務スペースや設備の必要性について検討すること

合衆国裁判所事務局 (Administrative Office of the United States Courts) は、1939年に司法部内に設立された機関であり、連邦裁判所に対して、立法面、法律面、財政面、オートメーション関係、事件運営、司法行政、プログラム支援など様々なサービスを提供する。司法会議の指揮・監督を受け、司法会議の方針を実施に移す任務がある。事務局長 (Director) は、最高裁長官から司法会議との協議の上で任命され、連邦裁判所の主席行政官としての役割を果たす。事務局の業務は次のようなものである。
- 司法会議及びその委員会に対し、人的支援と助言を行うこと
- 裁判所に対し、運営上の助言を行い、支援を行うこと
- 司法予算を編成し、執行すること
- 各裁判所に資金を振り分けること
- 裁判所の財務記録を監査すること
- 司法部の給与及び人事関係のプログラムを管理すること
- 司法部に対し法的サービスを提供すること
- 統計の収集・分析を行い、裁判所の業務について報告すること
- 司法部のオートメーション及び情報技術プログラムを管理すること
- 各種プログラムとその実施状況について調査し、検討すること
- 裁判所の新しい事務処理方法を開発すること
- マニュアル、ガイドその他の刊行物を出版すること
- 立法府・行政府との連絡・調整を行うこと
- 司法部の業務について一般に情報を提供すること

連邦司法センター (Federal Judicial Center) は、1967年に設立された、連邦司法制度における研究・教育を担う機関である。役員会 (Board) は、最高裁長官が議長を務め、合衆国裁判所事務局長や、司法会議で選ばれた7名の裁判官で構成される。役員会は、センターの所長及び副所長を任命する。センターの業務は次のようなものである。
- 連邦裁判官のために、研修とトレーニングを実施、促進すること
- 裁判所職員のために研修とトレーニングを行うこと
- 連邦の司法手続、裁判所の運営、その他司法部に関する問題について調査を行うこと
- 様々なトピックについて、連邦裁判所関係者のための刊行物、マニュアル、ビデオ、音声テープなどを制作すること
- 司法行政に関する資料を集めた図書館を維持管理すること
- 司法部の歴史に関するプログラムを開発し、各裁判所の歴史プログラムについても支援すること
- 他国の裁判所との交流を促進すること

合衆国量刑委員会 (United States Sentencing Commission) は、連邦の刑事事件に適用される量刑ガイドラインを策定する機関である。保護観察官の量刑勧告についてのモニタリングや、量刑実務についての情報センターの設立などの研究プログラムも行っている。量刑委員会は議長のほか6名の委員から構成され、委員は上院の承認の下、大統領から6年の任期で任命される。

### 予算
権力分立の観点から、司法府は、連邦議会から予算の編成権及び執行権を与えられている。予算案は各裁判所や司法会議の各委員会の意見を聴きながら合衆国裁判所事務局が準備し、司法会議予算委員会の審査を受ける。その後、司法会議の承認を受けると、直接連邦議会に提出される。大統領は、法律上、司法予算については修正を加えることなく議会に提出することとされている。議会で予算が成立すると、司法会議執行委員会がその使用計画を承認し、事務局が各裁判所や各機関・プログラムに資金を配分する。司法行政上の多くの権限は事務局長から各裁判所に委譲されているため、各裁判所は、予算の優先順位の決定、ビジネス的判断、職員の雇用、備品の購入などを柔軟に行うことができる。予算の60%超は、裁判官その他の職員の給与で占められており、20%が行政府に対する建物・設備の使用料の支払、残りの20%がコンピューター関係、旅費、備品、裁判官の警護、弁護人の報酬、陪審員の費用などに当てられている。
2008年度における司法予算（連邦最高裁その他の連邦裁判所、事務局及び連邦司法センターの予算）は62億ドルで、これは合衆国の国家予算3兆ドルの0.2%に当たる。

## 配置
控訴裁判所及びその配下の地方裁判所の管轄区域は、次のとおりである。州が複数の地区に分かれている場合以外は、1州が1地区を構成する。
| 巡回区     | 控訴裁判所所在地 | 巡回区内の地区（地方裁判所管轄区域） |
| ---------- | ---------------- | --- |
| 連邦巡回区 | ワシントンD.C.   | 連邦の全地区 |
| D.C.巡回区 | ワシントンD.C.   | ワシントンD.C. |
| 第1巡回区  | ボストン         | メイン州、マサチューセッツ州、ニューハンプシャー州、プエルトリコ、ロードアイランド州 |
| 第2巡回区  | ニューヨーク     | コネチカット州、ニューヨーク州（北部地区/南部地区/東部地区/西部地区）、バーモント州 |
| 第3巡回区  | フィラデルフィア | デラウェア州、ニュージャージー州、ペンシルベニア州（東部地区/中部地区/西部地区）、アメリカ領ヴァージン諸島                                                                                         |
| 第4巡回区  | リッチモンド     | メリーランド州、ノースカロライナ州（東部地区/中部地区/西部地区）、サウスカロライナ州、バージニア州（東部地区/西部地区）、ウェストバージニア州（北部地区/南部地区）                                 |
| 第5巡回区  | ニューオーリンズ | ルイジアナ州（東部地区/中部地区/西部地区）、ミシシッピ州（北部地区/南部地区）、テキサス州（北部地区/南部地区/東部地区/西部地区）                                                                   |
| 第6巡回区  | シンシナティ     | ケンタッキー州（東部地区/西部地区）、ミシガン州（東部地区/西部地区）、オハイオ州（北部地区/南部地区）、テネシー州（東部地区/中部地区/西部地区）、                                                  |
| 第7巡回区  | シカゴ           | イリノイ州（北部地区/中部地区/南部地区）、インディアナ州（北部地区/南部地区）、ウィスコンシン州（東部地区/西部地区）                                                                               |
| 第8巡回区  | セントルイス     | アーカンソー州（東部地区/西部地区）、アイオワ州（北部地区/南部地区）、ミネソタ州、ミズーリ州（東部地区/西部地区）、ネブラスカ州、ノースダコタ州、サウスダコタ州                                    |
| 第9巡回区  | サンフランシスコ | アラスカ州、アリゾナ州、カリフォルニア州（北部地区/東部地区/中部地区/南部地区）、グアム、ハワイ州、アイダホ州、モンタナ州、ネバダ州、北マリアナ諸島、オレゴン州、ワシントン州（東部地区/西部地区） |
| 第10巡回区 | デンバー         | コロラド州、カンザス州、ニューメキシコ州、オクラホマ州（北部地区/東部地区/西部地区）、ユタ州、ワイオミング州                                                                                       |
| 第11巡回区 | アトランタ       | アラバマ州（北部地区/中部地区/南部地区）、フロリダ州（北部地区/中部地区/南部地区）、ジョージア州（北部地区/中部地区/南部地区）                                                                     |

## 裁判官及び職員

### 憲法3条裁判官
最高裁判所、控訴裁判所、地方裁判所及び国際通商裁判所の裁判官は、合衆国憲法3条に基づいて任命されることから、「憲法3条裁判官 (Article III judge)」と呼ばれる。すなわち、これらの裁判官は、大統領が指名し、上院の助言と同意を得て大統領が任命した後は、終身制で定年の定めはなく、弾劾手続以外で罷免されることはない。また、在職中に報酬を減額されることがない。実際、連邦裁判官が70歳代後半や80歳代前半で職務を行っている例は珍しくなく、90歳代の裁判官もいる。

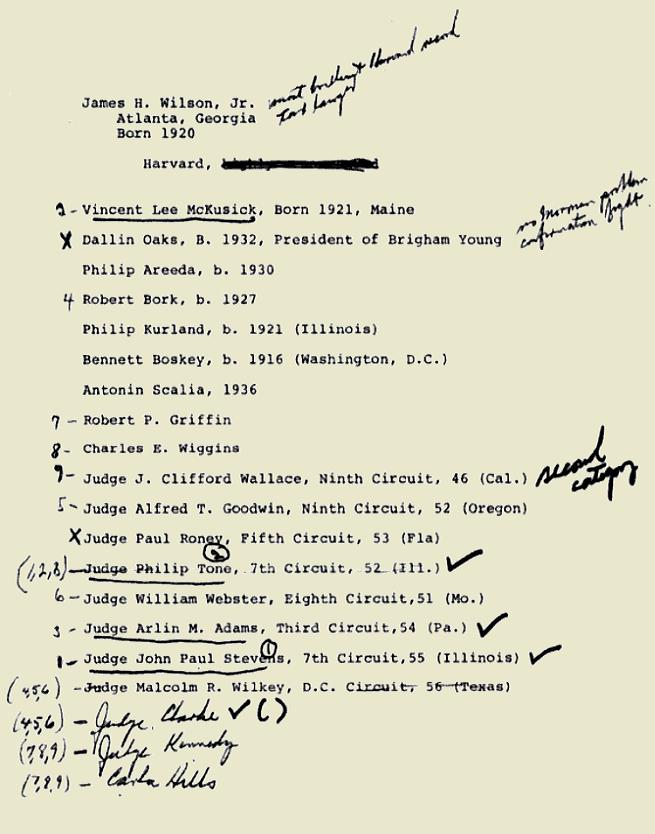
司法長官が作成した原案に、ジェラルド・R・フォード大統領が手を加えた跡のある、連邦最高裁裁判官の候補者リスト（1975年）。

連邦裁判官への任命人事は、候補者のキャリア全般と学問的な業績に基づいて行われ、何らかの資格試験があるわけではない。候補者は、学問的・職業的経歴、執筆した論文、弁護士等として取り扱った法律事件、職業外の活動などについての詳細な書面を提出することが求められ、面接や身上調査を受けなければならない。優れた法律実務家（弁護士や検察官）、下位の連邦裁判所の裁判官、州裁判所の裁判官、法律学の教授などの中から指名・任命されるのが通常である。1945年から2000年の間に退官した全連邦裁判官1250人以上についての調査によれば、連邦裁判官に任命される平均年齢は50歳から55歳であった。裁判官になる前に裁判官以外の職種を最低一つは経験しているのが通常であり、二つ以上の職歴を持つ場合も多い。上記調査によれば、連邦裁判官に任命される直前の職業は、弁護士が38.9%、連邦又は州の裁判所が37.1%、検察官が11.4%、公務員が5.7%、連邦や州議会の議員が3.7%であった。そのほか、学者出身や実業家出身の裁判官もいる。
連邦裁判官の人事には、政治が大きな役割を果たす。大統領による候補者の選定は、上院議員の推薦する候補者リストや、大統領自身の政党の中から行われ、また候補者は上院司法委員会での聴聞会に出席して上院の多数による承認を得なければならないからである。裁判官は終身制のため、一度任命すると将来長期間にわたり政治的方向性に影響力を行使することができることから、共和党政権は保守派の裁判官を、民主党政権は比較的リベラルな裁判官を指名する傾向にある。連邦最高裁の裁判官が以前に政治家に対する貢献をしていた例は多く、また裁判官が大統領や政府高官と友人である例もしばしば見られる。控訴裁判所や地方裁判所の人事についても政治的対立は激しく、共和党政権の指名した保守派の候補者に対し、上院の民主党が承認を阻止しようとして、あるいは逆に民主党政権の指名したリベラルな候補者を上院共和党が阻止しようとして、空席を埋めるのに何年もかかる事態すら生じている。

### 憲法1条裁判官
倒産裁判所判事や、下級判事は、いずれも地方裁判所の司法官 (judicial officer) ではあるが、憲法3条に基づいて任命される裁判官ではなく、連邦議会の憲法1条の権限に基づいて任命される憲法1条裁判官 (Article I judge) である。そのため、終身制の保障はなく、任期の定めがある。
倒産裁判所判事や下級判事を再任しようとするときは、任命した裁判所がこれを公告して一般の意見を募るとともに、再任の適否について審査会に諮問しなければならない。
倒産裁判所判事
倒産裁判所判事 (bankruptcy judge) は、控訴裁判所から任命を受け、地方裁判所の司法官として職務を行う。任期は14年である。2007年現在、339名の倒産裁判所判事が任命されている。
合衆国下級判事
合衆国下級判事 (United States magistrate judge) は、地区ごとに地方裁判所判事から任命される裁判官であり、任期は、常勤（フルタイム）の下級判事の場合は8年、非常勤（パートタイム）の場合は4年である。2007年現在、フルタイム505名、パートタイム46名の下級判事が任命されている。下級判事は、主に次のような職務を行う。
- 刑事事件における早い段階の手続（捜索や逮捕の令状の発付、勾留の審問、予備審問、弁護人の選任など）
- 軽罪 (misdemeanor) についての刑事事件の対審
- 地裁判事から委託された様々な手続の処理（申立てについての判断、在監者からの申立ての審査、トライアル前会議や和解協議の実施など）
- 民事事件のトライアル（ただし当事者が同意した場合）

連邦請求裁判所判事
連邦請求裁判所の判事も、任期15年の憲法1条裁判官であり、上院の承認を得て大統領から任命される。

### 裁判官の退任
控訴裁判所、地方裁判所、国際通商裁判所の裁判官は終身制であるから年齢を理由に退任する必要はないが、65歳以上で一定の条件を満たす場合には給料をもらいながらの退任 (retire) を選択することができる。退任した裁判官は、フルタイム又はパートタイムで「シニア・ジャッジ (senior judge)」として事件の審理を担当することができ、シニア・ジャッジは一審・二審における事件処理数の15%から20%を担っている。
退任した倒産裁判所判事、下級判事、連邦請求裁判所判事も、職務に呼び戻される (recall) 場合がある。

### 職員
司法部の人事制度は、行政府とは独立して、合衆国司法会議と合衆国裁判所事務局によって運営されている。個々の裁判所も、職員とその給与について広い裁量を持っている。裁判所の職員は、合衆国裁判所事務局に対してではなく、その裁判所の裁判官に対して責任を負っている。
裁判所書記官 (clerk of the court) は、次のような職務を行っている。
- 記録や事件簿の保存
- 裁判所のコンピューター・システムの操作
- 裁判所の予算及び経費の管理
- 財産及び人事記録の保存
- 納付された手数料、罰金、費用その他の金銭を財務省に支払うこと
- 裁判所の陪審システムの運営
- 通訳人及び記録係の準備
- 裁判所の通知状及び召喚状の発送
- 法廷支援サービスの提供
- 弁護士会や一般からの問合せに対する対応

公判前釈放事務官 (pretrial services officer) 及び保護観察官 (probation officer) は、公判（対審）前の被疑者との面会、その生活状況についての調査、そして詳細な報告書の提出を行う。これは、裁判官による、公判前の釈放の条件や勾留の是非についての判断、あるいは有罪とされた被告人に対する量刑の判断に当たって資料となる。また、釈放された被疑者・被告人の監督も行う。
そのほか、調査や判決意見の起案を補助する法律職員 (staff attorney; pro se law clerk)、訴訟手続の逐語的記録を行う記録係 (court reporter)、裁判所図書館の管理や資料調査の支援を行う裁判所司書 (court librarian) などが働いている。
裁判所から任命される職員のほかに、各裁判官も、事務を行う秘書や、法律問題の調査、文書の起案を補助するロー・クラークといったスタッフ（裁判官室スタッフ (chambers staff) という）を雇うことができる。
なお、裁判所の職員ではないが、裁判所・法廷の警備や、裁判官の警護を担当するのが、司法省所属の連邦保安官である。

## 適用法
連邦裁判所で適用される手続法は、連邦の制定法、連邦最高裁の規則、そして判例法であり、合衆国憲法による制約も受ける。連邦地裁での民事手続は、1938年に施行された連邦民事訴訟規則 (Federal Rules of Civil Procedure) によって、刑事手続は1946年に施行された連邦刑事訴訟規則 (Federal Rules of Criminal Procedure) によって主に規律される。そのほか、連邦最高裁の規則としては連邦証拠法規則、連邦倒産規則、連邦上訴手続規則などがあり、これらの規則は、1934年規則授権法に基づき、合衆国司法会議の承認を得て、連邦最高裁が制定・公布するものである。
次に実体法については、刑事訴訟では連邦の刑罰法規が適用される。
民事訴訟における実体法は、合衆国憲法、条約、連邦制定法の問題については連邦法が適用されるが、それ以外の問題については、州法が適用される（例えば契約法、不法行為法、家族法、相続法、会社法、商取引法の分野。特に州籍相違事件で現れる）。ここにいう州法には、州憲法、州の制定法に加え、州の判例法（コモン・ロー）が含まれる。古くは、1842年のスイフト対タイソン事件判決に基づいて、商事法や不法行為法のような領域については、連邦裁判所によって形成される判例法である一般コモン・ロー (general common law) が適用されるとされていたが、1938年のエリー事件判決によって、連邦裁判所は州法から離れて一般コモン・ローを形成する権限はないことが宣言され、州の判例法に従うべきであることが明らかにされた（エリー原則）。この場合、連邦地裁では、その地裁の所在する州の抵触法ルールに従って、どの州の実体法を適用するか（準拠法）を決定する。連邦法（判決準則法）上も、合衆国憲法、条約、連邦制定法が別段の定めをしている場合を除き、州法が連邦裁判所での民事訴訟の判決準則となる旨定められている。

## 手続

### 手続の公開
民事事件・刑事事件ともに、事実審理（対審）は、必ず公開の法廷で行われる。
州裁判所では法廷へのカメラやテレビカメラの持ち込みを認めるところが多くなっているが、連邦地方裁判所では、法廷で裁判手続が行われている間は写真撮影やテレビ中継は禁止されている。連邦裁判所は、1996年、控訴裁判所については各裁判所の判断でカメラの持ち込みを認めてよいとの決議をしたが、2007年の時点で二つの控訴裁判所がカメラの持ち込みを認めるにとどまっている。連邦最高裁ではカメラの持ち込みは禁止されている。ただし、連邦最高裁での裁判手続の録音は公開されている。

## 統計
連邦最高裁に申し立てられた事件数は、2007年開廷期で8241件（前年8857件から7%減）であった。そのうち口頭弁論が行われたのは75件（前年78件）、判決が出されたのは72件（前年74件）、うち署名付きの判決理由が書かれたのは67件（前年67件）であった。
各巡回区（連邦巡回区を除く）の控訴裁判所の総新受件数は、2008年度（2007年10月1日から2008年9月30日まで）で6万1104件（前年度比5%増）であった。うち行政委員会からの上訴が1万1583件（12%増）と大きく増加している。刑事事件の新受件数は1万3667件（4%増）、民事事件の新受件数は3万1454件（4%増）であった。
地方裁判所の民事の新受件数は、2008年度で26万7257件（前年度比4%増）であった。うち連邦問題事件が13万4582件（3%減）、合衆国が原告又は被告である事件が4万4164件（3%減）であった。刑事の新受件数は7万0896件（4%増）で、被告人の人数は9万2355人（3%増）であった。
倒産裁判所の新受件数は、2008年度で104万2993件（前年度比30%増）であった。企業以外の倒産（個人倒産）がその96%を占める。
裁判官の人員（2007年度）は、控訴裁判所の定数が179名に対し現職裁判官が163名、シニア・ジャッジが107名。地方裁判所の定数は678名に対し現職が647名、シニア・ジャッジが310名となっている。下級判事は常勤が505名、非常勤が46名、リコール（呼戻し）されている下級判事が36名である。倒産裁判所判事は、定数352に対し現職が339名、リコールが27名となっている。